# Outrageous (série télévisée)
Outrageous est une série télévisée britannique réalisée par Joss Agnew et Ellie Heydon, dont la diffusion est prévue le  18 juin 2025 sur UKTV,.

## Synopsis
Les Mitford sont six sœurs nées dans la haute société anglaise. Dans les années 1930, elles deviennent des figures incontournables de la presse à sensation.

## Distribution
- Bessie Carter : Nancy Mitford, l’aînée des sœurs Mitford
- Isobel Jesper Jones : Pamela Mitford
- Joanna Vanderham : Diana Mitford
- Shannon Watson : Unity Mitford
- Zoe Brough : Jessica Mitford
- Orla Hill : Deborah Mitford, la plus jeune des sœurs Mitford
- Toby Regbo : Tom Mitford, le seul frère de la fratrie
- Anna Chancellor : Sydney Bowles, la mère, surnommée « Muv »
- James Purefoy : David Freeman-Mitford, le père, surnommé « Farve »
- Joshua Sasse : Oswald Mosley
- Jamie Blackley : Peter Rodd
- James Musgrave : Hamish Erskine
- Calam Lynch : Bryan Guinness
- Will Attenborough : Joss